# Fejkon
FejKon är ett spelkonvent som arrangeras i Karlstad av spelföreningen Fejak.
Fejkon har hittills arrangerats sex gånger och nästa gång det anordnas skulle det alltså kallas Fejkon VII, då konventet numreras med Romerska siffror i likhet med exempelvis Gothcon